# ジョン・ウェルスマン
ジョン・ウェルスマン（John Welsman、1955年 - ）はカナダの作曲家。
テレビや映画の音楽を製作している。彼が担当した映画には、『ピースツリー』、『ウィンターテール』、『ナース.ファイター.ボーイ』などがある。
ジェミニ賞に10回ノミネートされ、テレビシリーズ『アボンリーへの道』で4回、短編映画『The Bellringer』で1回受賞している。
指揮者フランク・ウェルスマンの孫で、ジャズ歌手のキャロル・ウェルスマンの兄である。サミュエル・ドリンやミラノ・キムリッカから作曲を学んだ。